# Cambonilla securicula
Espèce
Cambonilla securicula est une espèce d'araignées aranéomorphes de la famille des Zodariidae.

## Distribution
Cette espèce se rencontre au Cambodge et au Laos.

## Description
Le mâle holotype mesure 6,96 mm et la femelle paratype 7,31 mm.

## Publication originale
- Jocqué, Jocque, Stock, Rin & Henrard, 2019 : The new Southeast Asian genus Cambonilla gen. nov. (Zodariidae, Araneae): bis repetita placent. European Journal of Taxonomy, no 501, p. 1-24.